# 데릭 지터
데릭 샌더슨 지터(영어: Derek Sanderson Jeter, 1974년 6월 26일 ~ )는 메이저 리그 베이스볼 20개의 시즌들에서 활약한 미국의 은퇴한 프로 야구 유격수이다. 5회의 월드 시리즈 챔피언인 지터는 연속 안타, 주루, 수비와 지도력을 겸비하여 1990년대 후반과 2000년대 초반 뉴욕 양키스의 성공의 중심 인물로서 여겨졌다. 그는 안타(3465), 2루타(544), 활약한 경기(4716), 도루(358), 출루(4716), 타석수(12602)와 타수(11195)에서 양키스 사상 최고의 스탯을 기록한 리더이다. 그의 영예들은 14회의 올스타 선발, 5개의 골든 글로브상, 5개의 실버 슬러거 상, 2개의 행크 에런 상과 1개의 로베르토 클레멘테 상을 포함한다. 지터는 통산 안타와 유격수에 의한 통산 안타들에서 스포츠 사상 메이저 리그 베이스볼에서 자신의 경력을 6위로 끝내고 3000개의 안타를 도달한 28번째 선수가 되었다.
양키스는 1992년 지터를 고등학교 밖으로 드래프트하고, 그는 1995년 메이저 리그에 데뷔하였다. 이듬해 그는 양키스의 주전 유격수가 되어 "올해의 루키 상"을 수상하고, 팀이 월드 시리즈를 우승하는 데 도움을 주었다. 지터는 1998 ~ 2000년의 팀의 챔피언십 시즌들이 있는 동안에 지속적으로 공헌하였으며, 1998년 아메리칸 리그 MVP 상을 위한 투표에서 3위를 하고 1999년 다수의 경력 사상 수들을 기록하고 2000년 월드 시리즈의 MVP 상을 수상하였다. 그는 견실히 자신 경력의 대부분을 위하여 자신이 점수를 매긴 안타와 득점들에서 아메리칸 리그 지도 선수들 중에 놓였고 2003년부터 2014년 자신이 은퇴할 때까지 양키스의 주장을 맡았다. 그는 많은 공식 이후의 시즌 기록들을 보유하고 월드 시리즈에서 .321점의 타구 평균을 가지고 있다. 공식 이후의 시즌에서 자신의 뛰어난 활약에 지터는 "움켜쥔 주장"과 "11월의 사나이"라는 별명이 붙어졌다.
지터는 자신 세대의 가장 육중하게 매매된 선수들 중의 하나이며 몇몇의 생산 추천들에 관련되었다. 그의 개인 생활과 명사들과의 관계들은 그의 경력을 통하여 대중매체의 주의를 끌어들였다. 그와 같은 동료들과 상대들은 지터를 소모할 수 있는 프로와 그의 세대의 최고 선수들 중의 하나로 여기고 있다.
그 후 2018년에 마이애미 말린스를 12억에 인수하여 말린스에 구단주가 되었다.

## 어린 시절
지터는 뉴저지주 피카노 타운십에서 태어났다. 그의 모친 도로시는 회계사로 아일랜드, 독일, 잉글랜드인의 혈통이다. 철학 박사 학위를 소유하는 그의 부친 샌더슨 찰스 지터는 비표준적 능욕 상담자이며 아프리카계 미국인이다. 그들은 주독 미군으로 복무할 때에 만났다. 부친은 테네시주에 있는 피스크 대학교에서 유격수로서 야구를 하였다. 지터의 여동생 샬리(1979년 생)는 고등학교에서 소프트볼 스타였다.

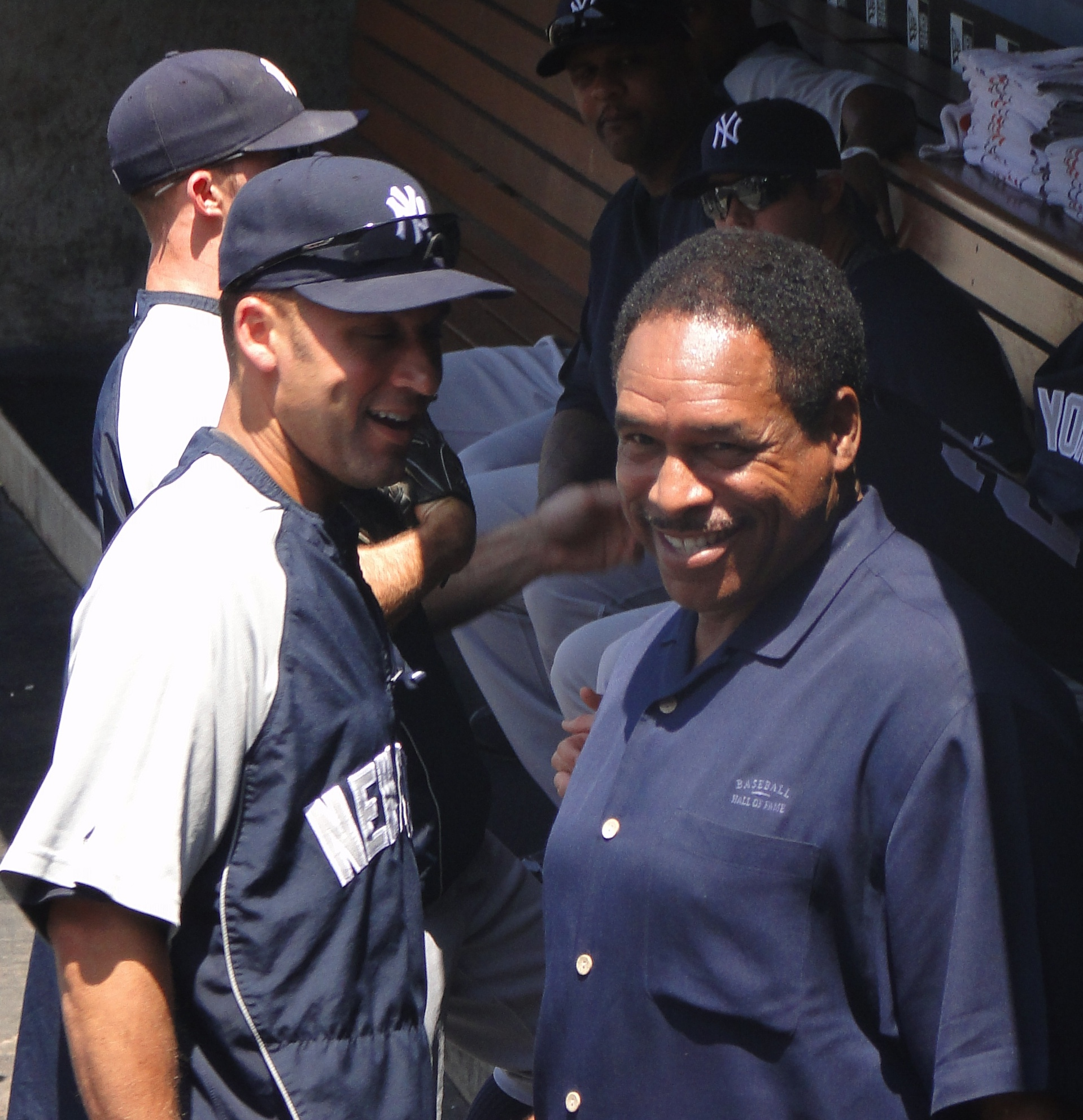
어린 시절의 우상 데이브 윈필드와 함께

지터 가족은 지터가 4세 때에 미시간주 캘러머주로 이주할 때까지 뉴저지 주에서 살았다. 지터와 샬리는 학교를 다니는 동안에 부모와 함께 캘러매주에서 살았고, 자신들의 여름을 뉴저지 주에서 조부모와 함께 보냈다. 자신의 조부모와 함께 뉴욕 양키스의 경기를 관람하면서 지터는 팀의 열렬한 팬이 되었다. 자신이 본 양키스의 선수 데이브 윈필드가 야구에서 경력을 추구하는 데 그에게 영감을 주었다고 한다.

### 고등학교 시절
지터는 자신이 가을에 크로스컨트리를 뛰고, 겨울에는 농구를 하고, 봄에 야구를 한 캘러매주 고등학교에서 수학하였다. 지터는 학교 야구 팀을 위하여 높은 타구 평균을 매출하고 자신의 2학년생의 해에 .557점을 그리고 주니어로서 .508점을 타구하였다. 그의 시니어 해에 그는 .508을 타구하고, 타점에서 23개의 득점하고, 4개의 홈런, 출루율 .637, 장타율 .831, 12개의 도루와 단 하나의 스트라이크아웃을 따랐다.
지터는 자신의 시니어 시즌 이후에 몇몇의 명예를 얻었다. 이 명예들은 전국 명예 진술, 미시간주에서 최고 고등학교 야구 선수들 중의 하나로 구별, 캘러머주 지역 장학 선수를 위한 브나이 브리스 상, 1992년 아메리칸 야구 코치 협회로부터 "올해의 고등학교 선수" 상, 1992년 게이터레이드 "올해의 고등학교 선수" 상과 USA 투데이 "올해의 고등학교 선수" 상을 포함한다. 캘러머주 중앙 고등학교는 지터를 2003년 그 학교의 선수 명예의 전당으로 헌액시키고 2011년 그의 명예를 가리면서 그 야구 필드의 이름을 다시 지었다. 지터의 야구 재능들은 미시간 울버린스 야구 팀을 위하여 대학 야구를 하는 데 그에게 야구 장학금을 마련한 미시간 대학교의 주의를 끌었다.

## 프로 경력

### 드래프트
휴스턴 애스트로스의 스카우트로서 핼 뉴하우저는 1992년 메이저 리그 베이스볼 드래프트가 있기 전에 지터를 널리 평가하였다. 애스트로스는 드래프트에서 첫 전체 선택을 열고 지터가 우승하는 팀에 강타자가 되는 데 확신시킨 뉴하우저는 그를 선발하는 데 팀의 감독 통과 운동을 하였다. 애스트로스는 지터가 프로 계약을 위하여 자신의 대학 장학금을 봉하는 데 1백만 달러 이하의 월급 보너스에 주장하는 것에 위협을 느껴, 70만 달러를 위하여 휴스턴과 계약을 맺은 캘스테이트 풀러턴 외야수 필 네빈을 대신 선택하였다.
6번째 선수를 선발한 양키스도 또한 지터를 높이 평가하였다. 양키스의 스카우트 딕 그로치는 웨스턴 미시간 대학교에서 열린 올스타 캠프에서 지터가 참가한 것을 보았다. 양키스의 공무원들이 지터가 프로 계약을 맺는 대신에 대학에 수학할 것이라고 근심을 가졌어도 그로치는 그를 선발하는 데 그들을 확신시켰다. 5위를 통하여 두번째 선발 선수들은 폴 슈이, B. J. 월리스, 제프리 해먼즈와 채드 모톨라였으며, 그 5명은 2개의 올스타 경기 출연들(네빈과 해먼즈)을 위하여 합칠 것이었다. 양키스는 프로로 전향하는 데 선택한 지터를 드래프트하여 80만 달러를 위한 계약을 맺었다.

### 마이너 리그 (1992 ~ 95)
지터는 당싱 국립 프로 야구 리그 협회로 알려진 마이너 리그 베이스볼에서 4개의 시즌들의 활약을 하였다. 지터는 플로리다주 탬파에 기지를 둔 루키 수준의 걸프코스트 리그의 걸프코스트 양키스와 함께 1992년 시즌을 시작하였다. 자신의 첫 프로 경기에서 지터는 5번이나 스트라이크아웃이 되면서 7개의 타수에서 안타를 얻는 데 실패하였다. 지터는 47개의 경기들에서 .202점을 타구하며 시즌의 나머지 동안에 지속적으로 애를 썼다. 게리 덴보 감독은 야구에서 멘도사 라인으로 얄려진 .200 이하로 지터의 평균이 떨어지지 않도록 확신하려고 시즌의 최종 경기에서 그를 벤치에 앉혔다. 자신의 성공 부족과 회향병에 의하여 좌절된 지터는 자신의 부모에게 한 통화들로부터 한달에 400 달러의 전화요금이 생겼다.
양키스는 그에게 더 많은 타수를 주려고 클래스 A 사우스애틀랜틱 리그의 그린스보로 호니츠로 지터를 진척시켰다. 그는 그린스보로와 함께 자신의 첫 11개의 경기들에서 .247점을 타구하고 방어적으로 애를 쓰며 48개의 챈스에서 9개의 오류를 만들었다. 156 파운드(71kg)의 지터는 양키스의 훗날의 지도자로서 자신의 평판을 맞추지 않은 앙상한 출연을 하였다. 그 시즌에 호니츠를 위하여 활약한 호르헤 포사다와 앤디 페티트는 처음에 지터를 둘러싼 과대 선전을 의문하였으나 그의 재능과 균형을 인정하였다.
지터는 자신의 수비에서 다음의 한산기에 전념하였다. 베이스볼 아메리카는 1993년 시즌 이전에 지터를 야구에서 톱 100의 전망들 중에 평가하여 44위의 랭킹에 놓았다. 그해 호니츠로 복귀하면서 프로 야구의 자신의 첫 완전한 시즌에 지터는 5개의 홈런, 71개의 타점, 18개의 도루와 함께 .295점을 안타하였으며,사우스애틀랜틱 리그의 감독들은 그를 리그에서 "가장 현저한 메이저 리그 전망"으로 투표하였다. 그는 3루타에서 2위(11), 안타에서 3위(152)와 타구 평균에서 11위를 하였고, 공식 이후의 시즌의 올스타 팀에 임녕되었다. 지터는 사우스애틀랜틱 리그 기록인 56개의 오류를 일으켰다. 이것에 불구하고 그는 베이스볼 아메리카에 의하여 사우스애틀랜틱 리그의 최고 방어적 유격수, 가장 자극적 선수와 최고의 내야수 힘으로 선정되었다.
자신의 강한 그해의 시즌의 결론에 베이스볼 아메리카는 지터를 야구에서 16번째 최고 전망으로 평가하였다. 지터는 1994년 시즌 동안에 클래스 A 플로리다 주립 리그, 클래스 AA 동부 리그의 올버니-콜로니 양키스와 클래스 트리플 A의 콜럼버스 클리퍼스를 위하여 활약하였다. 그는 베이스볼 아메리카, 스포팅 뉴스, USA 투데이와 톱스에 의하여 "올해의 마이너 리그 선수" 상과 함께 명예가 지어졌다. 그는 또한 플로리다 주립 리그의 MVP로도 임명되었다.
베이스볼 아메리카에 의하여 야구에서 4번째로 최고의 전망으로 숙고되어 1995년 시즌으로 들어가면서 양키스는 지터를 자신들의 출발 유격수로서 예산하였다. 그는 1994년 정규 시즌의 결말 이후에 애리조나주 가을 리그에서 자신의 오른쪽 어깨에 순한 염증을 겪었다. 예방 조치로서 양키스는 토니 페르난데스를 2년 계약으로 맺었다. 페르난데스가 출발 유격수이면서 양키스는 지터를 클래스 트리플 A로 선임하였다. 1994 ~ 1995 메이저 리그 베이스볼의 파업이 일어난 동안에 양키스의 총지배인 진 마이클은 1995년 시즌 이전에 봄 훈련에서 대체되는 선수들과 함께 지터에게 메이저 리그 베이스볼 팀을 위한 연습 경기로 기회를 마련하였다. 지터는 마련을 받는 데 거부하였고 경계선을 건너지 않았다.

### 메이저 리그 (1995 ~ 2014)

#### 1995 ~ 98
1995년 시즌의 초기에 페르난데스와 내야수 팻 켈리가 부상을 당하였다. 그 결과로서 지터는 5월 29일 자신의 메이저 리그 베이스볼 데뷔를 하였다. 지터는 1992년부터 1994년까지 마이크 갈레고에 의하여 입어진 2번의 유니폼에 정해졌다. 9회를 타구한 그는 5개의 타수에서 안타를 못 치게 되고 1번 스트라이크아웃이 되었다. 다음 날에 그는 자신의 첫 2개의 메이저 리그 안타를 기록하고 자신의 첫 2개의 경력 득점을 매겼다. 지터는 .250점을 타구하고 클래프 트리플 A 콜럼버스로 강등되기 전에 13개의 경기에서 2개의 오류를 일으켜 페르난데스가 지터를 유격수에서 대체하였다. 양키스는 1995년에 공식 이후의 시즌으로 나아갔다. 지터는 자신이 활동 등록부에 있지 않았어도 팀과 함께 그해의 아메리칸 리그 디비전 시리즈로 여행을 떠났다. 양키스는 시애틀 매리너스에게 패하였다.
페르난데스가 실망스러운 .245점을 타구하고 그해에 부상으로 인하여 108개의 경기들 만에 나온 후에 새롭게 기용된 양키스의 감독 조 토리는 1996년 시즌을 위하여 지터가 출발 유격수가 될 것이라고 주장하여 지터가 .250점을 타구하고 방어적으로 의지할 수 있다는 자신의 희망을 나타냈다. 가끔 연소 선수들의 의심이 많은 양키스의 소유자 조지 스타인브레너는 확신을 가지지 않았다. 스타인브레너에게 가까운 조언자 클라이드 킹은 그해의 봄 훈련에서 지터를 2년간 준수하고 지터가 아직 준비되지 않은 인상과 떨어져 왔다. 페르난데스에게 부상이 생긴 후 출발 위치에 팀들로 깊이를 마련하는 데 스타인브레너는 유격수 펠릭스 페르민을 위하여 매리너스로 투수 마리아노 리베라를 보낼 교역에 찬성하였으나 당시 스카우팅의 부회장 마이클과 수석 총지배인 브라이언 캐시먼은 지터에게 기회를 주는 데 스타인메리너를 확신시켰다.

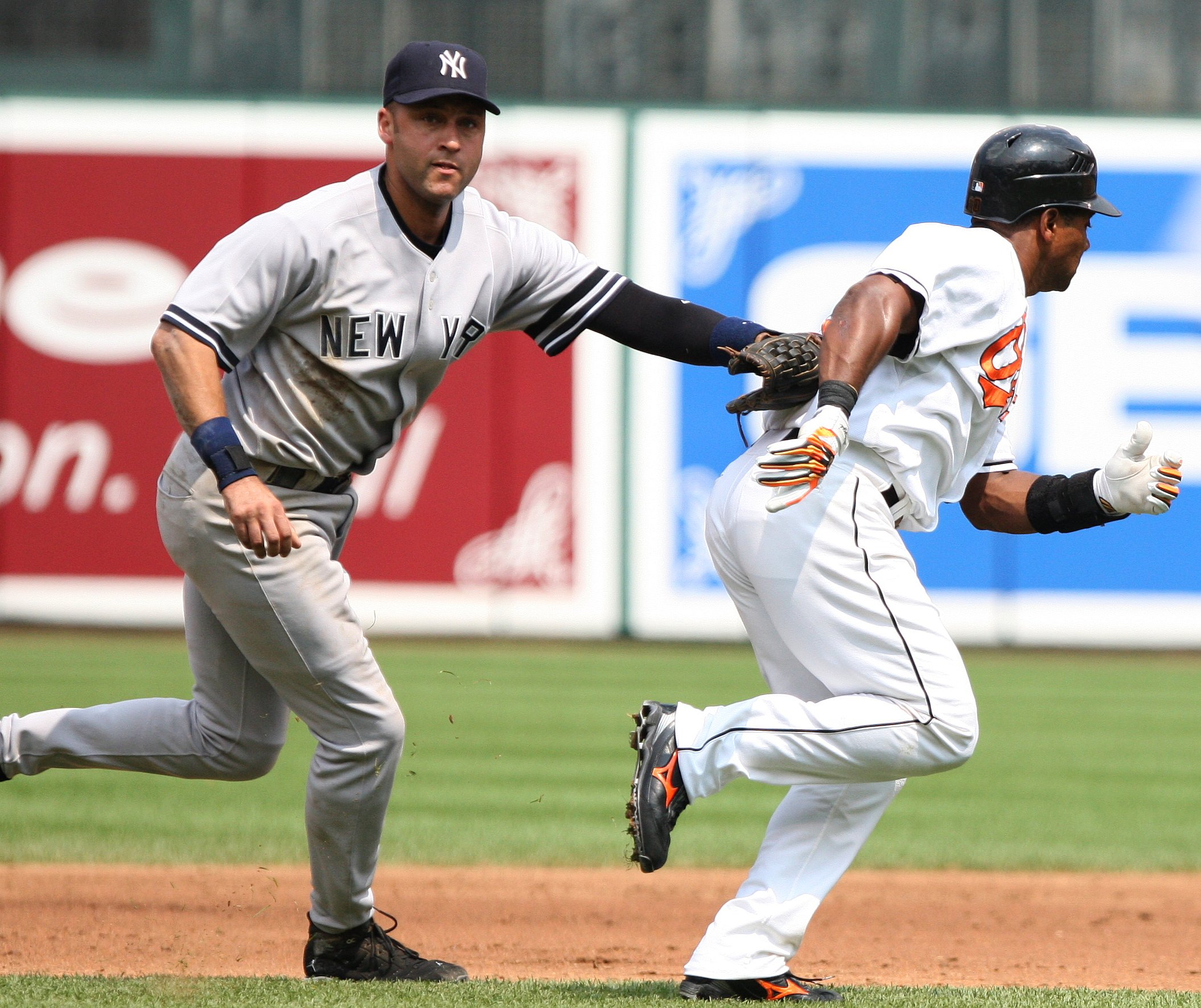
미겔 테하다를 터치아웃하는 지터

베이스볼 아메리카에 의하여 평가된 야구에서 6번째로 최고의 전망이 1996년 시즌으로 오면서 지터는 오프닝 데이에 시작하여 1962년 톰 트레시 이래 팀을 윟아 유격수로 출발하는 데 첫 양키스의 루키가 되었다. 그는 그날 자신의 첫 메이저 리그 베이스볼 홈런을 쳤다. 히트 앤드 런으로 자신의 속력과 능력과 함께 지터는 타구 순서에서 9회의 위치에 타구하는 동안에 1번 타자 팀 레인스에 보충 선수를 지냈다. 지터는 자신이 10개의 홈런, 104개의 득점과 78개의 타점과 함께 자신이 .314점의 타구 평균을 안타하면서 토리의 기대들을 넘으면서 성공적인 루키 시즌을 가졌다. 올해의 아메리칸 리그 루키 비밀 투표에서 전부 28개의 1위 투표를 받으면서 지터는 50년 역사상 상을 위하여 5번째 만장의 선택이었다.
양키스는 1996년의 공식 이후의 시즌을 도달하여 토리는 그의 강한 상연으로 인한 정렬에 선두 위치에 지터를 놓았다. 그해의 아메리칸 리그 챔피언십 시리즈의 1번째 경기가 열리는 동안에 양키스는 12세의 팬 제프리 마이어가 공을 잡는 데 벽에 도달할 때 판정자에 의하여 홈런으로 규칙된 우익수로 날아가는 공을 지터가 치면서 8회에서 양키스가 볼티모어 오리올스를 4 대 3으로 추적하였다. 마이어를 위해서가 아니었다면 공이 활약에서 남아있을 것이라도 토니 타라스토에 의하여 잡힐 수 있을 것이며, 경기를 시도하며 홈런이 요구적으로서 위치해 있었다. 그 일은 지터의 공식 이후의 시즌 경력의 첫 홈런을 기록하였다. 양키스는 경기를 우승하고 5개의 경기들에서 오리올스를 꺾었다. 전체로 봐서 지터는 그해의 공식 이후의 시즌에 .361점을 타구하여 웨이드 보그스, 폴 오닐과 티노 마르티네스가 애를 쓰면서 버니 윌리엄스와 함께 공격적으로 양키스를 지도하는 데 도움을 주었다. 양키스는 1978년 월드 시리즈 이래 자신들의 첫 선수권을 우승하는 데 1996년 월드 시리즈에서 애틀랜타 브레이브스를 꺾었다.
자신의 "올해의 루키" 캠페인에 이어 지터는 캘 리프켄 주니어, 배리 라킨, 오지 스미스와 앨런 트래멜 같은 연장의 유역수들의 경력들이 종말을 가져오면서 알렉스 로드리게스와 노마르 가르시아파라와 함께 유역수들의 "새로운 수확물"로 숙고된 단체에 표제를 달았다. 1993년 메이저 리그 베이스볼 드래프트에서 첫 전체의 선발 선수인 로드리게스는 처음에 높은 첫 라운드 선발로서 자신의 경럼에 관하여 처음에 지터에게 연락하였다. 둘은 친구가 되었다.
1997년 시즌 이전에 지터와 양키스는 상연 보너스들과 함께 5십 4만 달러의 계약에 동의하였다. 양키스의 선두 타자가 되면서 지터는 10개의 홈런, 70개의 타점, 116개의 득점과 190개의 안타와 함께 .291점을 타구하였다. 그해의 아메리칸 리그 디비전 시리즈에서 자신이 2개의 홈런을 쳤어도 양키스는 클리블랜드 인디언스에게 패하였다.
지터는 1998년 시즌에 7십 5만 달러를 벌었다. 그해에 지터는 자신의 첫 올스타 경기에 선발되었다. 정규적 시즌에 그는 114개의 경기들을 우승한 팀을 위하여 리그를 이끄는 127개의 득점, 19개의 홈런과 84개의 타점과 함께 .324점을 타구하였고, 넓게 스포츠 사상 가장 위대한 선수들 중의 하나로 숙고되었다. 플레이오프들에서 지터는 그해의 아메리칸 리그 디비전 시리즈와 챔피언십 시리즈에서 .176점 만의 안타를 쳤으마 양키스가 4개의 경기들에서 샌디에이고 파드리스를 꺾으면서 월드 시리즈에서 .353점을 타구하였다. 시즌의 말기에 지터는 아메리칸 리그의 MVP 상을 위하여 투표에서 3위를 하였다.

#### 1999 ~ 2002

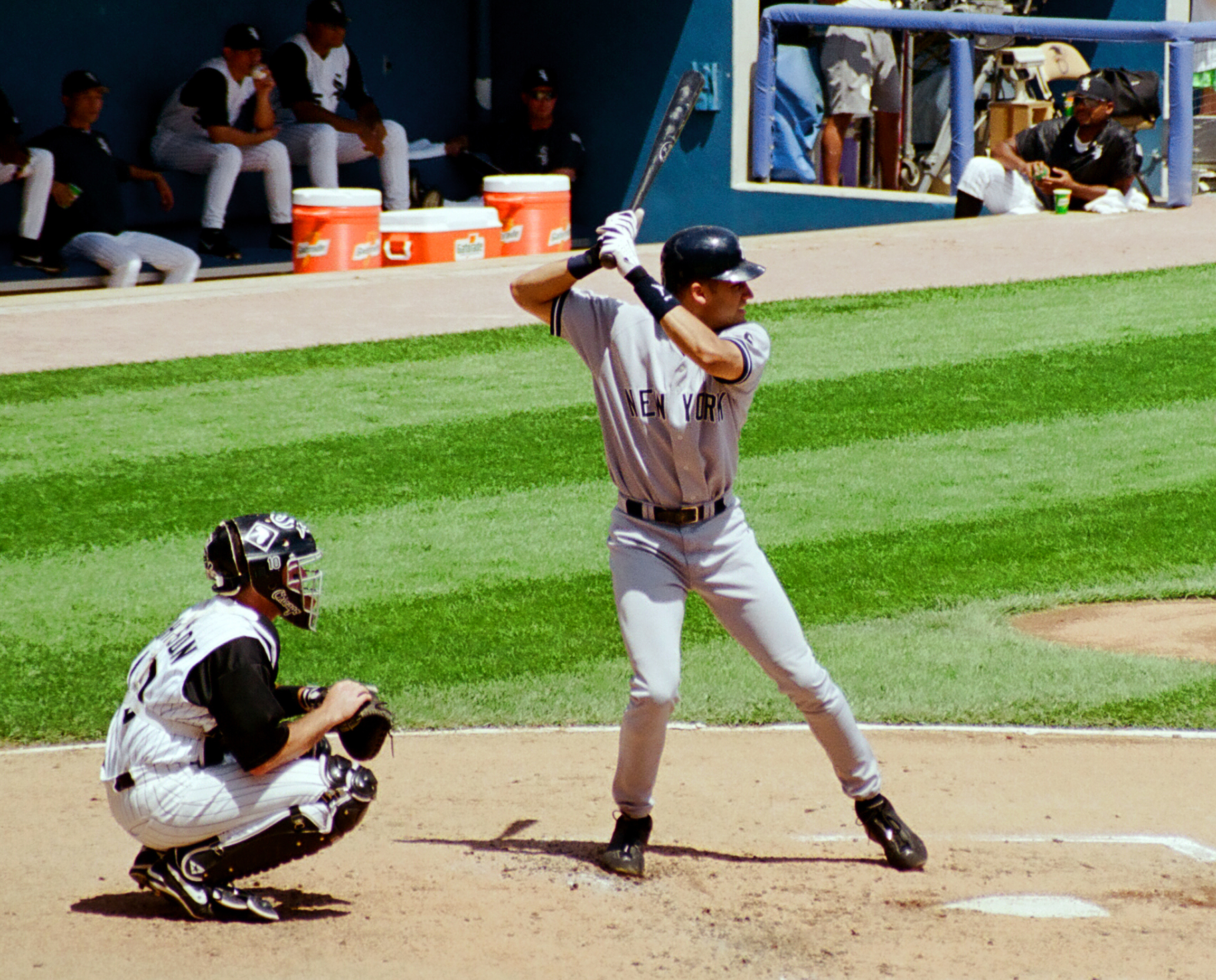
1999년 U.S. 셀룰러 필드에서 타구하는 지터

1999년 시즌 이전에 처음으로 월급 중재를 위하여 적격자인 지터에게 중재인들은 5백만 달러의 월급을 수여하였다. 타구 수준(.249)과 매긴 득점(134)에서 2위를 하는 동안에 리그에서 2위를 하는 동안에 지터는 219점과 함께 그 시즌의 안타에서 아메리칸 리그를 이끌며 그해에 자신의 두번째 올스타 경기에 나왔다. 타구 평균, 득점, 안타에서 자신의 시즌 총계에서 2루타(37), 3루타(9), 홈런(24), 장타율(.552)과 출루율(.438)은 전부 개인 전력들이다. 타구 순서에서 3루타를 틴 그해의 일부를 위한 지터는 또한 102개의 득점들에 히트를 쳐서 주자를 흠인시킨 단 한명의 2번째 양키스 유격수가 되었다. 공식 이후의 시즌에서 지터는 아메리칸 리그 디비전 시리즈에서 .455점, 아메리칸 리그 챔피언십 시리즈에서 .350점을 타구하고, 지터의 3번째 타이틀인 또 다른 선수권을 우승하는 데 브레이브스를 꺾은 월드 시리즈에서 .353점을 타구하였다.
1999 ~ 2000의 한산기 동안에 양키스는 118.5백만 달러 계약인 7년으로 시험적인 동의서에 지터와 협상하였다. 스타인브레너는 가장 큰 계약을 위한 기록을 세우는 것을 원하지 않았고 후안 곤살레스와 디트로이트 타이거스가 1억 4천 3백만 달러의 계약 연장으로 보고된 8년에 협상하는 동안에 응답을 미루었다. 동의서가 실패할 때 지터의 시험적 처리도 떨어졌다. 중재를 피하는 데 지터와 양키스는 1천만 달러의 1년 처리로 동의하였다.
2000년의 정규 시즌에 지터는 팀 최고 기록 .339점을 타구하고 15개의 홈런, 73개의 타점과 119개의 득점과 22개의 도루를 추가하였다. 그해의 메이저 리그 베이스볼 올스타 경기에서 그는 3개의 안타를 기록하였다. 상연은 지터에게 양키스가 처음으로 수상한 올스타 경기 MVP상을 수여하였다. 공식 이후의 시즌 동안에 그는 디비전 시리즈에서 .21점 만을 타구하였으나 매리너스를 상대로 챔피언십 시리즈에서 .318점과 뉴욕 메츠를 상대로 월드 시리즈에서 .409점으로 반향되었다. 지터는 4번째 경기의 첫 투구에 선두의 홈런과 후에 3회에서 3루타를 포함하여 월드 시리즈에서 2개의 홈런, 1개의 3루타와 2개의 2루타를 추가하였다. 5번째 경기에서 그의 홈런은 경기에서 동점을 매기고 14개의 경기들로 그의 월드 시리즈 연승 안타를 늘였다. 양키스는 자신들의 3연속 타이틀을 위하여 5개의 경기들에서 메츠를 꺾었다. 지터는 월드 시리즈 MVP 상을 수상하여 같은 시즌에 올스타 경기와 월드 시리즈의 MVP 상을 수상한 단 한명의 선수가 되었다.
자신이 자유 계약 선수를 위한 자격을 가질 때까지 1년이 남으면서 지터는 양키스와 남아있는 데 2001년 시즌 이전에 1억 8천 9백만 달러의 10년 계약을 맺었다. 알렉스 로드리게스는 지터의 협상을 위한 시장을 세우기 위하여 이른 한산기에 텍사스 레인저스와 2억 5천 2백만 달러의 10년 계약을 맺었다. 지터는 전체의 팀 스포츠를 가로질러 두번째로 가장 높은 월급을 받는 선수가 되었다. 지터의 계약 18.9백만 달러의 평균 한해 가치는 로드리게스(23.2백만 달러)와 매니 라미레스(2천만 달러) 만에 이어 야구에서 3번째로 가장 높았다.
2001년 지터는 21개의 홈런, 74개의 타점 110개의 득점과 27개의 도루와 함께 .311점을 타구하면서 또 다른 강한 시즌을 배치하여 자신의 4번째 올스타 출연을 만들었다. 지터는 그해의 오클랜드 애슬레틱스를 상대로 아메리칸 리그 디비전 시리즈의 3번째 경기에서 두드러진 방어 보조를 만들었다. 제러미 잠비가 1루에 놓이면서, 애슬레틱스의 우익수 테런스 롱은 우익 코너로 향하여 양키스의 투수 마이크 무시나에 2루타를 쳤다. 잠비가 3루를 돌아 본루를 위하여 앞서면서 양키스의 우익수 셰인 스펜서가 공을 받아 폭투를 만들었다. 지터는 공을 잡으러 유격수로부터 달려 손 위에 던지기보다 포수 호르헤 포사다에게 백핸드로 튀겨올렸다. 포사다는 잠비가 본루를 가로지르기 바로 직전에 다리에 그를 터치아웃 시켜 양키스의 1점의 선두를 보호하였다. 예선을 향하면서 양키스는 결국 시리즈는 물론 경기를 우승하였다.

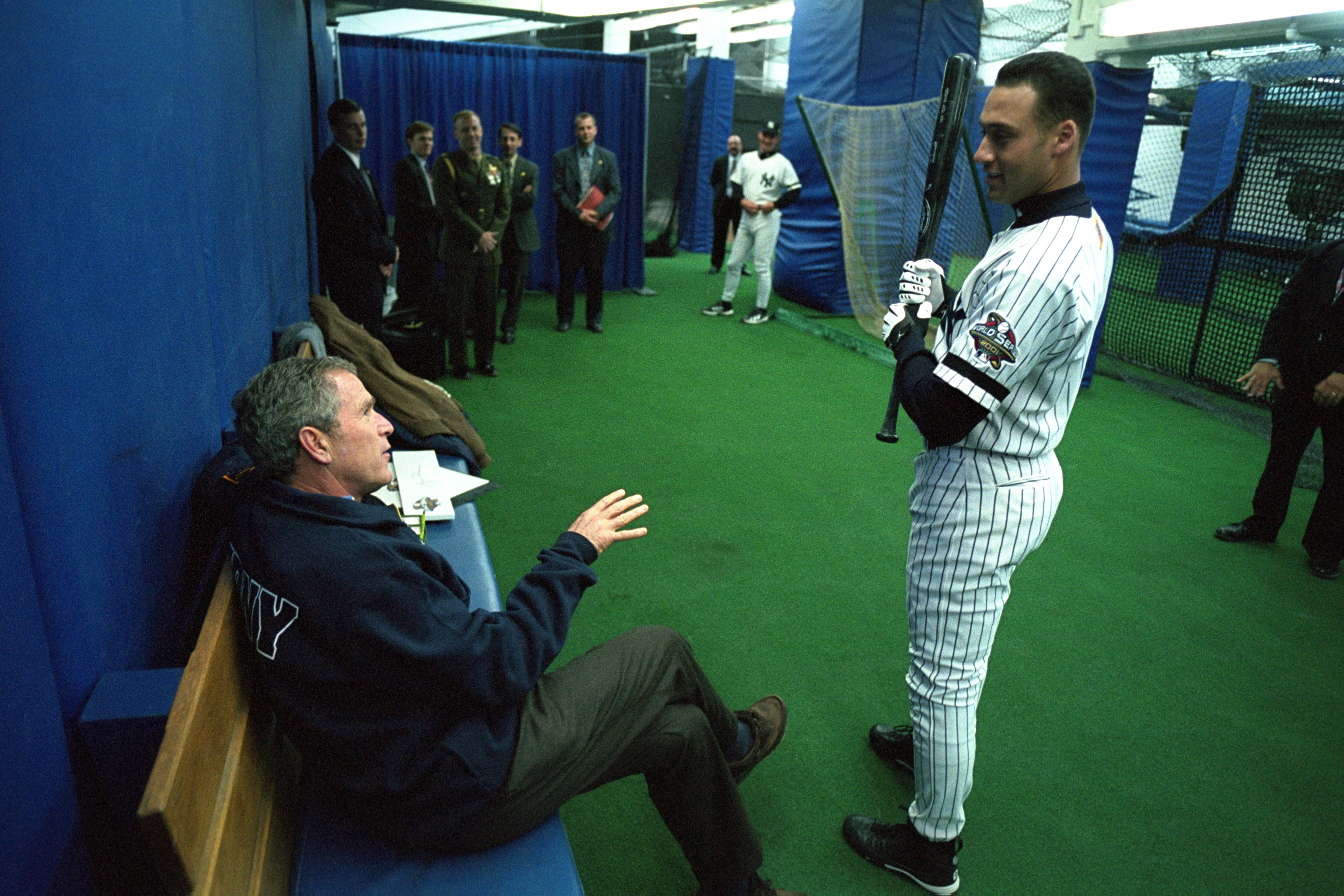
2001년 월드 시리즈의 3번째 경기가 열리기 전에 조지 W. 부시 대통령과 담소하는 지터

911 테러 공격의 결과로서 플레이오프의 시작은 연기되었다. 양키스는 애리조나 다이아몬드백스를 향하러 2001년 월드 시리즈로 나아갔다. 4번째 경기는 아무런 시범 경기가 아닌 메이저 리그 베이스볼 경기가 11월에 열린 첫 경기가 되었다. 여분의 회들에서 지터는 김병현에 경기를 우승하는 홈런을 쳤다. 홈런에 불구하고 지터는 본루에서 쓰러지고, 그는 부상이 요인이었다는 것을 부인하였다. 양키스가 7개의 경기들에서 패하면서 지터는 월드 시리즈에서 .148점을 타구하였다.
2002년의 정규 시즌이 있는 동안에 지턴은 18개의 홈런, 75개의 타점, 124개의 득점과 경력 사상 32개의 도루와 함께 .297점을 타구하였다. 그는 91.4%의 도루 퍼신티지에서 메이저 리그를 지도하여 3번만이 잡혔다. 그는 자신의 5번째 올스타 출연을 하였다. 그해의 공식 이후의 시즌에 월드 시리즈를 우승하는 데 자신들의 길에 로스앤젤레스 에인절스가 양키스를 아메리칸 리그 디비전 시리즈에서 꺾었다.

#### 2003 ~ 08
2003년 시즌의 오프닝 데이에 지터는 3루에서 토론토 블루제이스의 포수 켄 허커비와 충돌할 때 자신의 왼쪽 어깨를 탈구시켰다. 그는 6주 동안 장애자 명단에 놓였고 36개의 경기들을 놓쳐 이전의 7개의 완전한 시즌들에서 148개의 경기들보다 적게 활약하지 않았다. 지터는 .324점을 타구한는 데 복귀하여 .326점을 타구한 빌 뮬러에게 타구 평균에서 3위를 하였다. 라미레스가 2위를 하였다.
1995년에 돈 매팅글리가 은퇴한 후, 주장이 없이 8개의 시즌들에 이어 스타인브레너는 6월 3일에 지터를 양키스의 주장으로 임명하였다. 그 공식 이후의 시즌에 지터는 플로리다 말린스를 상대로 2003년 월드 시리즈의 3번째 경기에서 3개의 안타를 포함한 17개의 플레이오프 경기들을 가로질러 2개의 홈런, 5개의 타점과 10개의 득점들과 함께 .314점을 타구하였다. 지터는 6번째 경기의 패배에서 결정적인 오류를 일으키고 말린스가 6개의 경기들을 우승하였다.
양키스는 2003 ~ 04의 한산기가 있는 동안에 텍사스 레인저스로부터 로드리게스를 취득하였다. 로드리게스는 유격수에서 2개의 골든 글로브상을 수상하고 야구에서 최고의 유격수로 숙고되었다. 당시 골든 글로브상이 없던 지터는 로드리게스가 3루로 이동하는 동안에 팀의 출발 유격수로 남아있었다. 로드리게스의 수비 범위는 지터에게 그의 권리를 로드리게스에게 양도하고 자신의 왼쪽으로 속이는 데 허락하였으며, 그의 왼쪽으로 안타를 친 수비 공들은 스카우트들에 의하여 증명된 약점이다. 2004년 시즌은 지터가 36개의 타수들의 기간에서 단 하나의 안타를 얻는 1점에서 부진에 빠지면서 시작되었으며, 4월을 통하여 그는 .168점을 타구하였다. 그의 타구 평균은 7월에 열린 올스타 브레이크에 의하여 .277점으로 향상되었다.

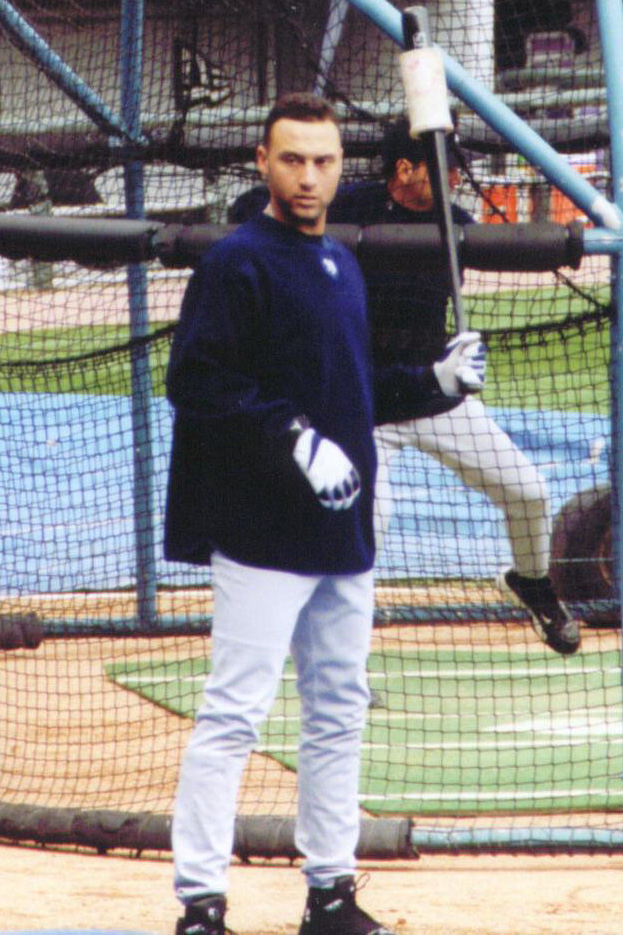
2004년에 경기가 열리기 전에 타구 연습에서

지터는 올스타 팀으로 이루어 .292점의 평균, 자신 경력의 2번째로 가장 많은 23개의 홈런, 78개의 타점, 111개의 득점과 1961년 토니 쿠베크의 38개를 꺾은 유격수에 의한 2루타를 위하여 양키스의 단 하나의 시즌 기록을 깬 경력 사상 44개의 2루타와 함께 시즌을 끝냈다. 그는 그해 아메리칸 리그 디비전 시리즈에서 양키스가 미네소타 트윈스를 꺾으면서 팀을 지도하는 4개의 타점과 함께 .316점을 타구하였다. 3개의 경기들을 우승함에 불구하고 양키스가 7개의 경기들에서 보스턴 레드삭스에게 패하면서 지터는 아메리칸 리그 챔피언십 시리즈에서 하나의 여분의 안타와 함께 .200점을 타구하였다.
7월 1일에 열린 동일시된 경기의 12회에서 자신들의 라이벌 레드삭스를 상대로 트롯 닉슨이 좌익 라인으로 내야 플라이를 쳐내렸다. 지터는 유격수에서 자신의 지위로부터 달려 위로 향한 포구를 만들었다. 그는 3루의 옆으로 가로장과 좌석들의 2개의 줄 위로 로 자신을 발사하여 턱이 찢어지고 얼굴에 멍이 들고 말았다. 양키스는 13회의 말에서 경기를 이기러 갔다. 이 일은 MLB.com에서 팬들에 의하여 투표되면서 "야구에서 금년의 상"에서 "올해의 플레이"로 선정되었다. 2004년 시즌에 이어 지터는 자신의 첫 골든 글로브상을 수상하여 7월 1일에 자신의 뛰어들면서 포구가 상을 위하여 이유로서 인증되었다. 지터가 수비 퍼신티지와 오류들에서 유격수들 사이에 4위였어도 2개의 전통적 수비 통계와 비난들이 범위의 요소와 최후의 지대 평점 같은 더욱 나아간 무단의 미터법 통계에서 그의 낮은 평점들로 지적하였다.
2005년 시즌에서 지터는 매긴 득점들(122)에서 아메리칸 리그에서 2위였고 타구(654)와 안타(202)에서 둘다 리그에서 3위였다. 그의 비판들이 지속적으로 지터를 방어적인 의무로 보아도 그는 그해에 2연속 골든 글로브상을 수상하였다. 에인절스의 오를란도 카브레라가 더 높은 수비 퍼신티지를 가지고 약간의 오류를 일으켰으나 투표인들은 지터가 더 많은 보조들을 가졌다고 주목하였다. 그해의 아메리칸 리그 디비전 시리즈에서 지터가 .333점을 타구하였어도 양키스는 에인절스에게 패하였다.

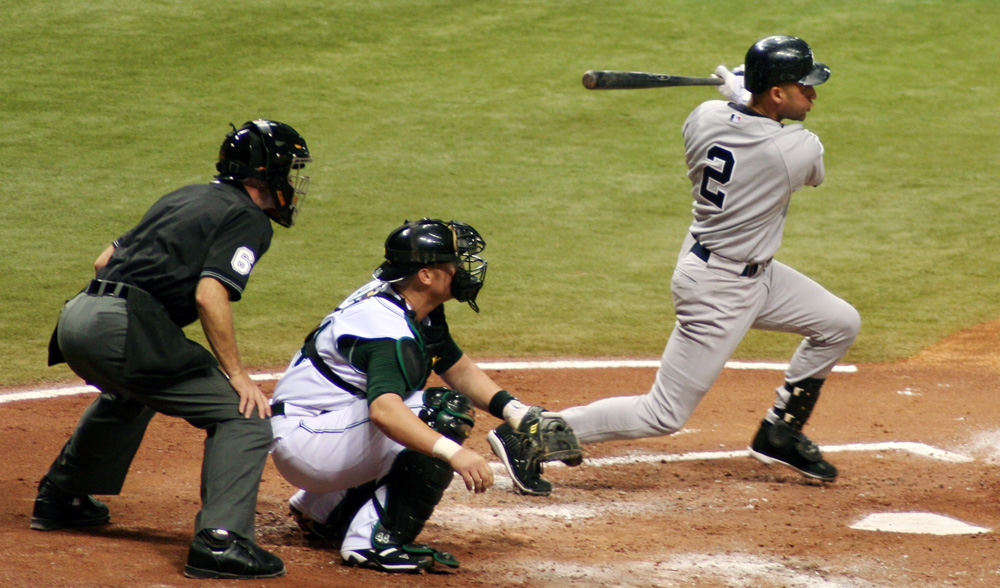
2006년 탬파베이 데블 레이스를 상대로 타구를 위해 연결하는 지터

2006년 시즌을 위하여 양키스는 중견수와 선두 타자로 조니 데이먼을 계약맺고 지터를 타구 정렬에서 지터를 2루수로 옮겼다. 그 시즌 동안에 지터는 자신의 2000번째 경력 안타를 기록하여 중대한 사건에 도달하는 데 8번째 양키스 선수가 되었다. 지터는 타구 평균(.343)과 매긴 득점(118)에서 둘다 아메리칸 리그의 2위를 하고, 안타에서 3위(214)와 출루율에서 4위(.417)를 하여 자신의 7번째 올스타 선발을 얻었다. 그해의 아메리칸 리그 디비전 시리즈에서 그는 1개의 홈런과 .500점을 타구하여 한개의 공식 이후의 시즌 경기에서 5개의 안타를 기록하는 데 그를 6번째 선수로 만들었다. 양키스는 디트로이트 타이거스에게 패하였다.
많은 이들은 2006년을 위하여 지터가 아메리칸 리그 MVP상을 수상하는 데 기대하였다. 가까운 투표에서 지터는 트윈스의 저스틴 모노에게 패하여 2위를 하였다. MVP 상을 잃었어도 그는 우수의 공격적인 상연으로 주어진 행크 에런상을 수상하였다. 그는 또한 자신의 3연속 골든 글로브상을 수상하기도 하였다.

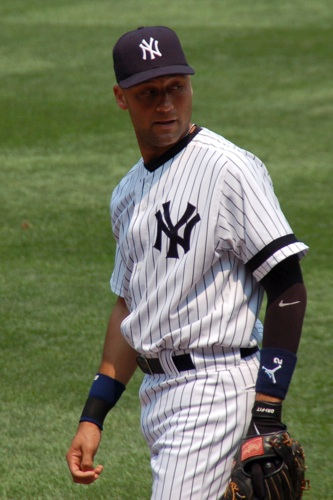
2007년의 지터

양키스가 공식 이후 시즌의 실패와 함께 지속적으로 분투하였어도 지터는 일관된 공헌자로 남아있었다. 2007년 시즌 동안에 지터는 203개의 안타와 아메리칸 리그에서 3위를 하고 200개 이하의 안타와 함께 자신의 3연속 시즌과 전체로서 6위를 하였다. 그는 타구 평균에서 9위를 하기도 하였다. 그는 8번째로 자신의 올스타 출연을 위하여 선발되었다. 필드에서 그는 경력 사상 104개의 병살로 전향하는 데 연루되었다. 그는 그해의 아메리칸 리그 디비전 시리즈가 열리는 동안에 애를 썼으며, 인디언스가 양키스를 꺾으면서 1개의 타점과 함께 .176점을 타구하였다.
2008년 6월 27일 지터는 자신의 400번째 병살과 7월 12일 자신의 200번째 홈런을 쳤다. 지터의 장타율은 그해 시즌에 .410으로 떨어져 1997년 이래 자신의 가장 낮은 마크가 되었다. 그의 공격은 6월 1일 이후에 .824의 OPS와 함께 .322점을 치면서 5월 후에 상승하였다. 지터는 출발 유격수로서 자신의 9번째 올스타 경기에 선출되었다. 그는 .300점의 타구 평균과 함께 시즌을 끝냈다.
9월 14일 양키 스타디움에서 탬파베이 레이스의 투수 데이비드 프라이스에 홈런을 치면서 1,269점과 함께 안타를 위하여 루 게릭의 기록을 동점매겼다. 9월 16일에 그는 시카고 화이트삭스의 투수 개빈 플로이드를 상대로 기록을 깼다. 양키스는 공식 이후의 시즌의 제거에서 탈락되었고, 플레이오프들에서 자신이 나가지 않은 지터의 경력에서 완전한 시즌이었을 뿐이다.

#### 2009 ~ 13
2009년 시즌을 위하여 양키스의 감독 조 지라디는 타구의 순서에서 지터와 데이먼을 바꾸었으며, 데이먼이 2루로, 지터를 선두 타자로 옮겼다. 지터는 .406의 출루율, 18개의 홈런, 30개의 도루, 107개의 득점과 212개의 안타와 함께 아메리칸 리그에서 3번째로 최고인 .334점을 타구하였다. 방어적으로 지터는 자신 경력의 낮은 8개의 오류를 일으키고 그의 .986의 수비 퍼신티지는 그의 경력 최고였다. 골든 글로브상을 수상한 1루수 마크 테익세이라는 자신의 오른쪽에 초점 거리를 옮기는 데 2루수 로빈슨 카노를 허락하여 지터에게 도움을 주었다. 시즌 동안에 스포팅 뉴스는 야구에서 50명의 거대한 현재 선수들 중의 명단에 지터를 8위에 놓았다.

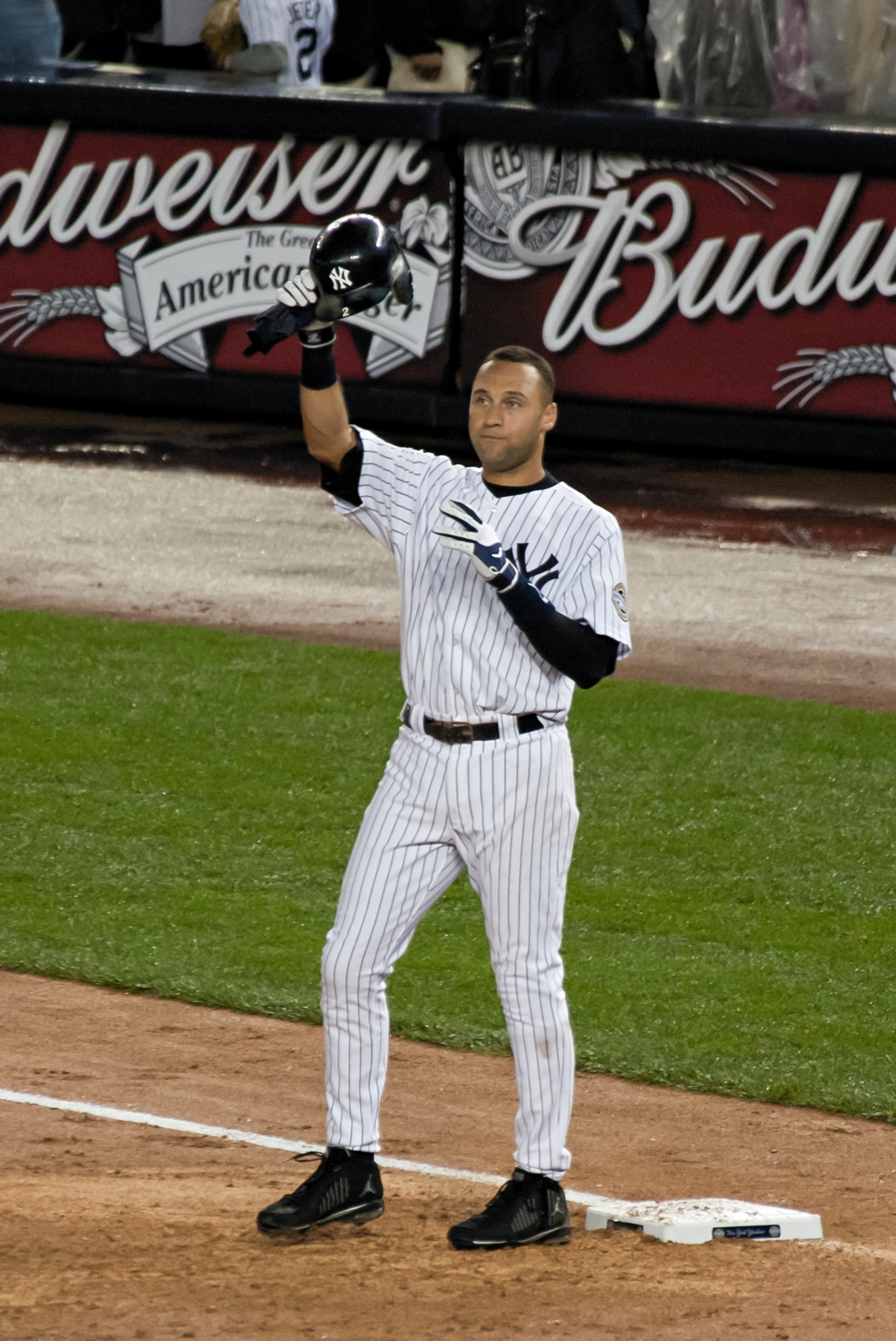
2009년 자신이 양키스 사상 안타의 지도자가 된 후 관중들에게 경례하는 지터

지터는 2009년 시즌의 두번째 절반에 2개의 경력 안타 이정표를 이루었다. 8월 16일 매리너스를 상대로 지터는 유격수로서 자신의 2675번째 안타를 위하여 우익선으로 2루타를 내려 루이스 아파리시오의 이전 메이저 리그 기록을 깼다. 그러고나서 지터는 9월 11일 루 게릭의 기록을 경신하여 양키스의 일원으로서 사상의 안타 지도자가 되었다. 그 안타는 3회에서 오리올스의 투수 크리스 틸먼에 친 1루타였다.
그해 시즌에 지터는 자신이 5번째 월드 시리즈를 우승하면서 2009년 월드 시리즈에서 .407점을 포함하여 .355점을 타구하였다. 그는 스포츠 일러스트레이티드에 의하여 "올해의 스포츠맨"으로 임명되고 로베르토 클레멘테상, 행크 에런상과 자신의 4번째 골든 글로브상을 수상하였다. 지터는 또한 아메리칸 리그 MVP 투표에서 트윈스의 조 마우어와 양키스 동료 마크 테익세이라에 밀려 3위를 하였다. 그 일은 또한 페티트, 파소다, 리베라를 위한 5번째 타이틀이기도 하다.
2010년 파소다와 리베라와 더불어 지터는 북아메리카에서 4개의 리그 스포츠들(MLB, NFL, NBA 혹은 NHL) 중의 아무에서 동료들로서 같은 팀에서 16개의 연속적 시즌들을 활약하는 데 동료들의 첫 트리오가 되었다. 그해의 시즌은 많은 고려들에 지터의 최악이었다. 양키스의 주장은 .340의 출루율과 .370의 장타율과 함께 .270점을 타구하였다. 이것에 불구하고 지터는 올스타 경기에서 유격수에서 출발하는 데 선출되었다. 자신들의 생산을 향상시킨 조절을 만드는 데 닉 스와이셔와 커티스 그랜더슨을 성공적으로 도운 양키스의 타격코치 케빈 롱의 도움과 함께 자신의 휘두름으로 조절을 만든 후에 자신의 79 타수들에서 .342점으로 타구를 반향시켰다. 롱과 함께 지터는 자신의 왼쪽 다리와 함께 자신이 큰 걸음을 한 방향을 바꾸었다. 시즌에 이어 지터는 자신의 5번째 골든 글로브상을 수상하였다. 지터는 시즌 동안에 6개의 오류들을 일으켰다.
2010년 시즌 이후에 지터는 자신 경력 처음으로 자유 계약 선수가 되었다. 지터는 양키스와 남아있는 데 원하던 것을 진술하였어도 협상은 팽팽해졌다. 보고에 의하면 지터는 시초적으로 한 시즌에 2천 3백만 달러와 2천 5백만 달러 사이의 3년 계약을 추구하였다. 그는 양키스와 4번째 해를 위한 선택과 함께 5천 1백만 달러를 위한 3년 계약에 도달하였다.
그가 2011년 시즌의 첫달에 .242점을 타구하면서 조절들이 지터를 좌절하게 놓았다. 그가 애를 쓰면서 2011년 시즌은 지터의 거절의 지속적이었다고 나왔다. 지터는 5월 28일 매리너스를 상대로 자신의 327번째 누를 도루할 때 리키 헨더슨의 프랜차이즈 기록을 깼다. 그는 6월 13일 종아리 부상을 당하여 15일간의 장애자 명단에 놓였다. 그 요점에서 그는 .649의 OPS와 함께 그해 시즌을 위하여 .260점을 타구하였다. 탬파에서 자신의 부상으로부터 복귀에서 지터는 자신의 전 마이너 리그 감독 덴보와 함께 자신의 휘두름에 연습하였다. 덴보와 함께 지터는 자신이 마이너 리그의 세월에 사용한 기교로 돌아왔다. 장애자 명단으로부터 자신의 활성화에 이어 그는 시즌의 자신의 64개의 경기들에서 .806 OPS와 함께 .326점을 안타하였다. 지터는 .297점의 타구 평균, 6개의 홈런, 84개의 득점과 16개의 도루와 함께 한해를 끝냈다.

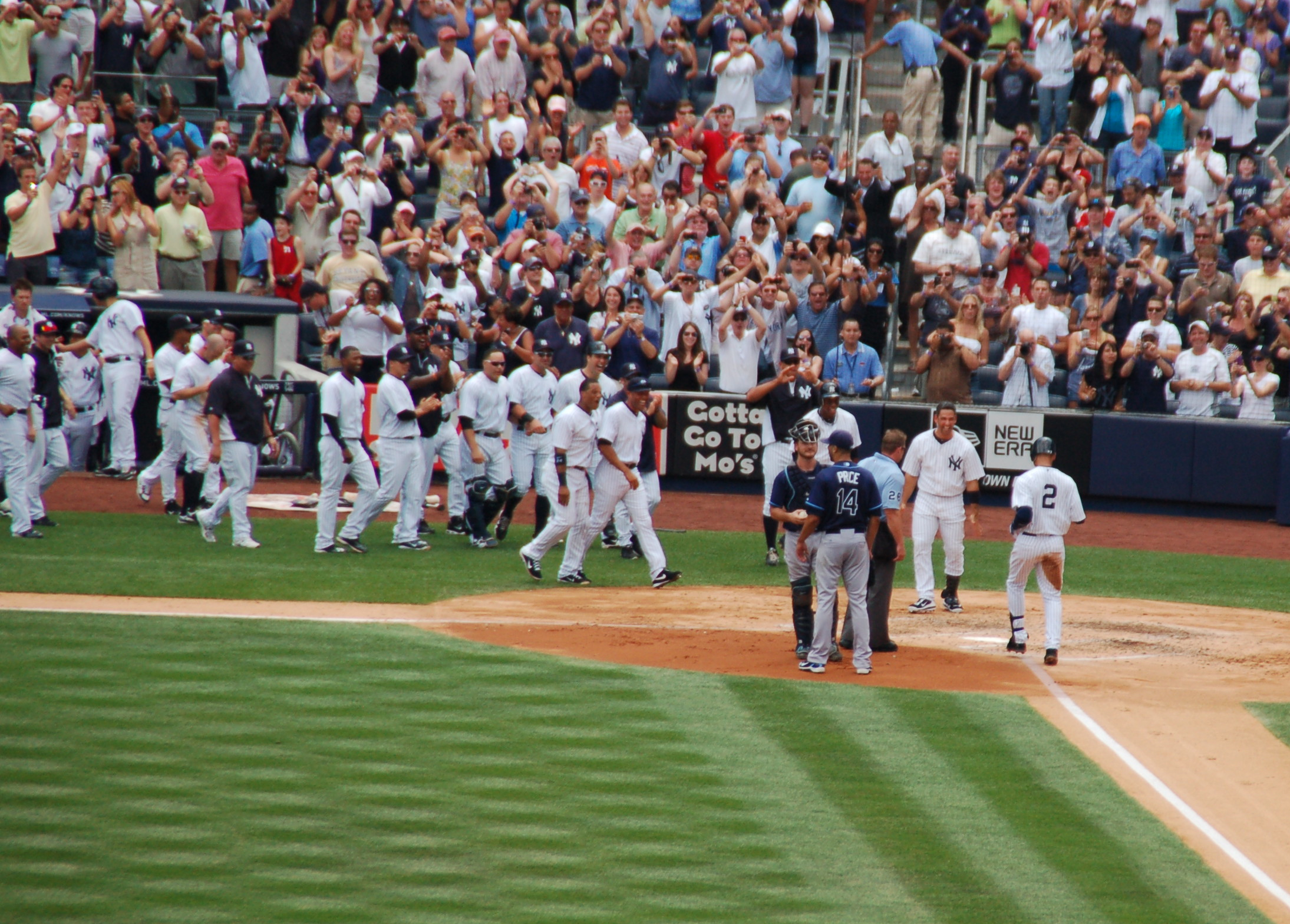
2011년 자신의 3000번째 안타를 기록한 후 본루를 지나고 있는 지터

7월 9일 지터는 탬파베이 레이스의 데이비드 프라이스에 홈런을 가하며 자신의 3000번째 안타를 기록하였다. 지터는 5개의 타수에서 5개의 안타와 함께 하루를 끝내고, 자신의 3000번째 안타를 이룬 날에 5개의 안타를 가지는 데 두번째 선수가 되었다. 지터의 5개의 안타들의 마지막은 경기를 우승하는 안타로 증명되었다. 그는 뉴욕 양키스와 함께 자신의 안타들을 전부 기록하는 데 3000 안타 클럽의 회원이며, 양키스 선수로서 클럽에 가입하는 데 단 한명의 선수이다. 지터는 아직도 정규적 유격수를 지내는 동안에 3000번째 경력 안타들을 도달하는 데 두번째 선수가 되었다. 타이 콥, 행크 에런과 로빈 야운트 만이 자신의 3000번째 안타를 도달한 날에 지터보다 어렸다. MLB와 HBO는 3000개의 안타들로 그의 행로의 인물 소개를 쓴 〈데릭 지터 3K〉를 제작하여 처음에 7월 28일에 방영되었다.
3000개의 경력 안타들을 따라잡는 스트레스로부터 지치고 자신의 종아리를 쉬고 싶었던 지터는 그해의 올스타 경기에서 참석하지 않기로 선택하였다. 지터는 7월 14일 자신들의 1660번째 경기를 함께 활약하여 게리그와 토니 라제리에 의한 1659개의 이전 프랜차이즈 기록을 깼다. 8월 29일 지터는 양키스와 자신의 2402번째 경기를 활약하여 양키스 선수로서 활약한 가장 많은 경기들을 위한 미키 맨틀의 기록을 깼다. 그는 2011년 시즌을 162개의 안타와, 150개의 안타와 자신의 16번째 연속적 시즌을 끝냈다. 지터는 자선적 노력의 인정에서 주어진 루 게릭 기념상과 함께 명예를 얻었다.
자신의 나이에 지속적으로 근심에 불구하고 2012년 시즌의 시작은 지터를 뜨거운 경향에서 보았으며, 4월 23일을 통하여 .411점을 타구하였다. 로드리게스는 지터는 자신이 1999년에 했듯이 활약한다고 소감을 남겼으며 지라디는 지터가 25세 같이 보인다고 말하였다. 그해의 메이저 리그 베이스볼 올스타 경기에서 지터는 자신의 11번째 올스타 안타를 기록하여 양키스 역사상 가장 많은 올스타 경기의 안타를 위하여 맨틀을 통과하였다. 올스타 경기에서 최소한 12개의 본루 출연과 함께 선수들 사이에 .458점의 평균과 함께 지터는 사상 4위로 들어갔다.
지터는 메이저 리그 베이스볼에서 216점의 가장 많은 아낱와 함께 2012년 시즌을 끝냈다. 그해 9월 14일 레이스를 상대로 그는 사상의 안타 명단에서 톱10으로 들어가 자신의 3284번째 경력 안타를 위하여 1루타를 친 내야수를 꺾으면서 윌리 메이스를 통과하였다. 그해의 아메리칸 리그 디비전 시리즈에서 .364점을 타구한 후, 지터는 디트로이트 타이거스를 상대로 땅볼을 위하여 도달한 그해 아메리칸 리그 챔피언십 시리즈의 1번째 경기가 열리는 동안에 자신의 왼쪽 발목이 부러져 부상이 그의 시즌을 끝내고 말았다. 곡구로 공헌할 수 있던 9월에 자신의 왼발에 뼈의 멍을 치료하는 데 코르티손 주사를 받았다. 지터는 4개월 혹은 5개월의 기대된 회복화 함께 10월 20일 자신의 깨진 왼쪽 발목에 수술을 받았다.
복귀와 함께 지터는 자신의 이전에 발목이 부러진 지역에서 작은 금이 갈라졌다. 결과로서 지터는 2013년의 시즌을 장애자 명단에 놓이면서 시작하였다. 양키스는 7월 11일 지터를 활성화하였으나 1개의 경기에서 활약한 후 지터는 사두근이 삐면서 장애자 명단에 다시 돌아왔다. 그는 7월 28일 양키스의 배치에 돌아와 레이스의 맷 무어의 첫 투구에 홈런을 쳤다. 지터는 삔 종아리로 인하여 8월 5일 15일간의 장애자 명단에 또 다시 놓였고 배치에 잠시 돌아온 후에 그는 자신의 발목에 문제로 인하여 9월 11일 3번째로 장애자 명단에 놓여 자신의 시즌을 끝냈다. 9월 14일 지터는 60일간의 장애자 명단으로 옮겨졌다. 그해 시즌 동안에 자신이 활약한 17개의 경기들에서만 .190점을 타구하였다.

#### 마지막 시즌 (2014)
지터는 2014년 시즌을 위하여 1천 2백만 달러의 계약인 1년에 양키스와 재계약을 맺었다. 지터는 그해 2월 12일 자신의 페이스북 페이지에 그해의 시즌이 자신의 마지막일 것이라고 공고하였다. 그의 마지막 시즌 동안에 각각의 상대팀은 지터의 자선 행위 턴2 재단에 봉납들을 포함한 자신들의 도시에 그의 마지막 방문 중에 선물과 함께 지터의 명예를 가렸다.

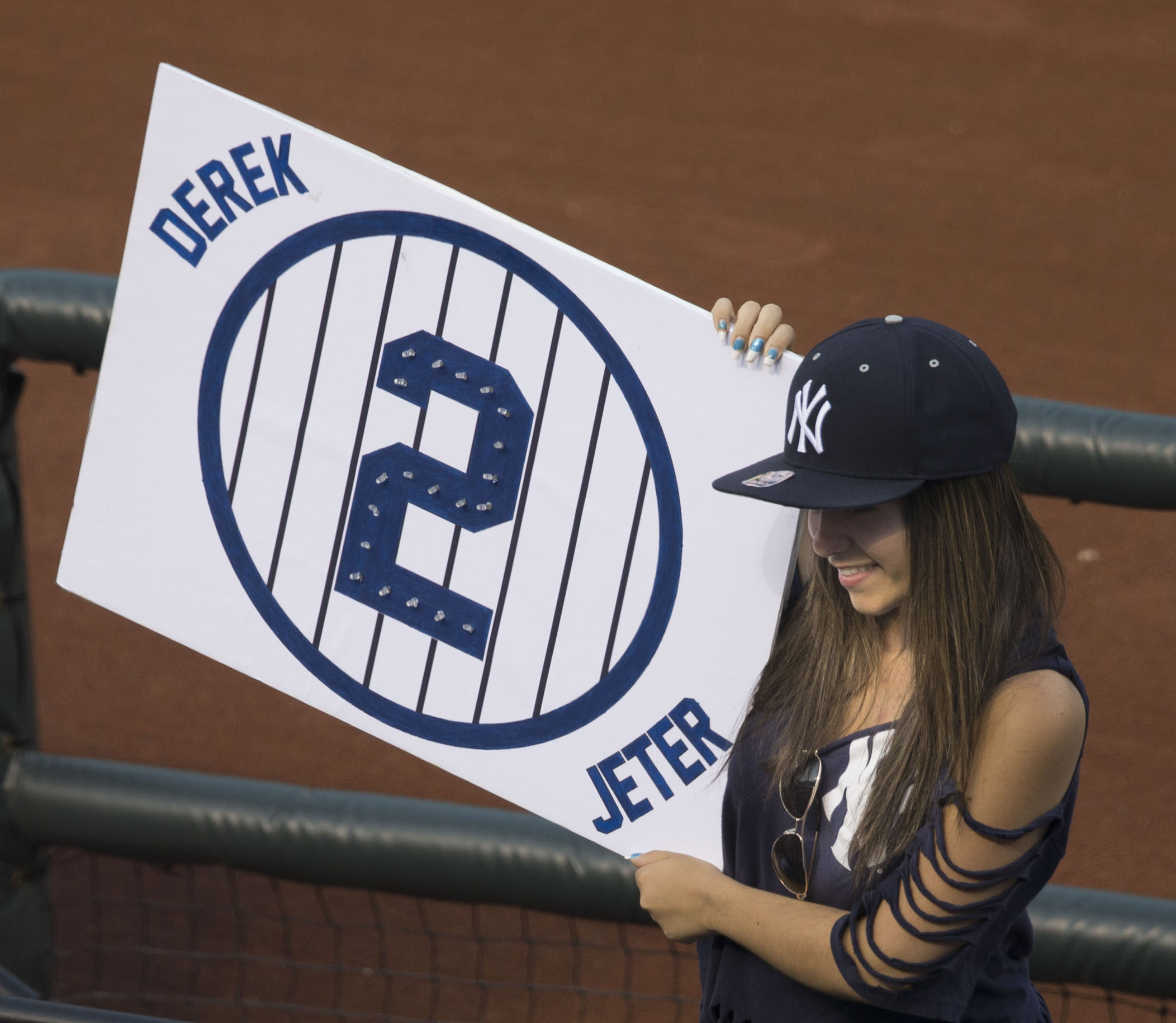
지터의 마지막 시즌에 그의 명예를 가린 사인을 들고 있는 팬

7월 10일 지터는 자신의 1000번째 다수의 안타 경기를 기록하여, 그것을 기록하는 데 4번째 선수가 되었다. 그는 2014년 올스타 경기에서 유격수로 출발하는 데 선출되었고, 아메리칸 리그를 위하여 선두를 타구하였다. 올스타 경기의 4회에서 지터는 1개의 득점을 매기고 2개의 영구적 열렬한 환영을 받았다. 결과로서 그의 .481점의 경력 올스타 타구 평균은 스포츠 사상 그를 5위에 놓았다. 40세의 나이로 지터는 올스타 경기에서 2개 혹은 더 많은 안타를 가지는 데 연장자 선수가 되기도 하였다. 7월 지터는 유격수에서 출발한 2609개 경기들의 오마르 비스켈의 메이저 리그 베이스볼 경력 기록과 534개의 2루타의 게릭의 프랜차이즈 경력 기록을 깼다. 7월 17일 지터는 자신 경력의 1900번째 득점을 매기는 데 10번째 선수가 되었다. 7월 28일 메이저 리그 베이스볼 사상 경력의 안타 목록에 7위를 하여 칼 야스트렘스키를 통과하고, 8월 11일 그는 사상 안타 목록에 6위로 올라가 호너스 와그너를 통과하였다.
양키스는 9월 7일 이전의 경기 추모와 함께 지터의 명예를 주었다. 그날의 경기의 시작과 함께 양키스는 시즌의 나머지를 위하여 지터의 명예를 준 그들의 모자와 유니폼들에 헝겊 조각을 입었다. 지터의 경력의 마지막 주에 메이저 리그 베이스볼 커미셔너 버드 셀리그는 "메이저 리그 사상 가장 성취적인 유격수들 중의 하나"로서 커미셔너의 역사적 공로 상의 15번째 수상자로서 그에게 명예를 주었다.
양키 스타디움에서 지터의 마지막 시리즈가 열리는 동안에 루이빌 슬러거는 지터의 명예에 "DJ2"의 이름 아래에 팔릴 것이라도 지터가 사용한 배트인 자신들의 "P72" 모델 야구 배트를 영구 결번 시키겠다는 공고를 하였다.
9월 25일 지터의 마지막 홈 경기를 위한 평균적 티켓의 가격은 2차 시장에서 8백 30달러에 도달하였다. 양키 스타디움에서 열린 그의 마지막 경기에서 지터는 6 대 5로 우승하는 데 오리올스의 투수 에번 미크를 상대로 끝내기 1루타를 쳤다.
보스턴 펜웨이 파크에서 지터는 자신의 경력의 마지막 시리즈에서 지명 대타자로서 독점적으로 활약하기로 결정하여 유격수로 활약하는 데 자신의 마지막 추억들은 앙키 스타디움일 것이라고 말하였다. 레드삭스는 그 팀의 은퇴한 스타들 칼 야스트렘스키, 짐 라이스, 프레드 린, 루이스 티안트와 리코 페트로셀리, 보스턴 브루인스의 바비 오어, 뉴잉글랜드 패트리어츠의 리시버 트로이 브라운과 보스턴 셀틱스의 폴 피어스를 포함하여 이전의 경기식과 함께 지터에게 명예를 주고, 펜웨이 파크에서 많은 보스턴 팬들이 크게 지터를 응원하고 그에게 대갈채를 보냈다. 그의 마지막 타수에서 그는 대주자 브라이언 매캔을 위하여 대신하기 전에 클레이 뷰크홀즈를 상대로 하나의 타점 내야 1루타를 쳐 자신이 필드를 나가면서 레드삭스의 팬들로부터 대갈채를 받았다.

### 월드 베이스볼 클래식
지터는 2006년 월드 베이스볼 클래식에서 미국 국가 대표팀을 위하여 유격수에서 시작하였다. 그는 6개의 경기들에서 .450점을 치고 5점을 득점하였다. 동료 선수 켄 그리피 주니어(.524점)과 쿠바의 요안디 가를로보(.480점) 만이 최소한 20개의 타수와 함께 더 높은 타구 평균을 가졌다. 지터의 활약은 올토너먼트 팀에 유격수 선발로서 자신의 인정을 얻었다.
2009년 월드 베이스볼 클래식에서 지터는 다시 유격수에서 시작하였다. 그는 데이비 존슨 감독에 의하여 미국 팀의 주장으로 임명되고 8개의 경기들에서 .279점을 타구하였다. 지터와 미국 팀은 지터 자신이 양키스를 상대로 한 단 하나의 경기인 스타인브레너 필드에서 열린 시범 경기에서 양키스를 향하였다. 공식 이후의 시즌에서 지터는 아메리칸 리그 디비전 시리즈에서 .455점을, 아메리칸 리그 챔피언십 디비전에서 .355점을 타구하고 양키스가 또 다른 선수권을 우승하는 데 브레이브스를 꺾으면서 자신의 3번째 월드 시리즈에서 .353점을 타구하였다.

## 수상 경력
- 아메리칸 리그 신인왕 (1996)
- 올스타전 MVP (2000)
- 월드 시리즈 MVP (2000)
- 베이브 루스상 (2000)
- 아메리칸 리그 골드글러브 유격수부문 (2004, 2005, 2006, 2009, 2010)
- 아메리칸 리그 실버슬러거 유격수부문 (2006, 2007, 2008, 2009)
- 아메리칸 리그 행크 에런상 (2006, 2009)
- 로베르토 클레멘테상 (2009)
- 뉴욕 양키스 올해의 선수 (1998, 1999, 2000, 2006)

## 연도별 타격 성적(정규 시즌)
| 연 도      | 소 속      | 경 기 | 타 석 | 타 수 | 득 점 | 안 타 | 2 루 타 | 3 루 타 | 홈 런 | 루 타 | 타 점 | 도 루 | 도 루 자 | 희 생 번 | 희 생 플 | 볼 넷 | 고 4 | 사 구 | 삼 진 | 병 살 타 | 타 율 | 출 루 율 | 장 타 율 | O P S |
| ---------- | ---------- | ----- | ----- | ----- | ----- | ----- | ------- | ------- | ----- | ----- | ----- | ----- | -------- | -------- | -------- | ----- | ---- | ----- | ----- | -------- | ----- | -------- | -------- | ----- |
| 1995년     | NYY        | 15    | 51    | 48    | 5     | 12    | 4       | 1       | 0     | 18    | 7     | 0     | 0        | 0        | 0        | 3     | 0    | 0     | 11    | 0        | .250  | .294     | .375     | .669  |
| 1996년     | NYY        | 157   | 654   | 582   | 104   | 183   | 25      | 6       | 10    | 250   | 78    | 14    | 7        | 6        | 9        | 48    | 1    | 9     | 102   | 13       | .314  | .370     | .430     | .800  |
| 1997년     | NYY        | 159   | 748   | 654   | 116   | 190   | 31      | 7       | 10    | 265   | 70    | 23    | 12       | 8        | 2        | 74    | 0    | 10    | 125   | 14       | .291  | .370     | .405     | .775  |
| 1998년     | NYY        | 149   | 694   | 626   | 127   | 203   | 25      | 8       | 19    | 301   | 84    | 30    | 3        | 3        | 3        | 57    | 1    | 5     | 119   | 13       | .324  | .384     | .481     | .864  |
| 1999년     | NYY        | 158   | 739   | 627   | 134   | 219   | 37      | 9       | 24    | 346   | 102   | 19    | 3        | 3        | 6        | 91    | 5    | 12    | 116   | 12       | .349  | .438     | .552     | .989  |
| 2000년     | NYY        | 148   | 679   | 593   | 119   | 201   | 31      | 4       | 15    | 285   | 73    | 22    | 4        | 3        | 3        | 68    | 4    | 12    | 99    | 14       | .339  | .416     | .481     | .896  |
| 2001년     | NYY        | 150   | 686   | 614   | 110   | 191   | 35      | 3       | 21    | 295   | 74    | 27    | 3        | 5        | 1        | 56    | 3    | 10    | 99    | 13       | .311  | .377     | .480     | .858  |
| 2002년     | NYY        | 157   | 730   | 644   | 124   | 191   | 26      | 0       | 18    | 271   | 75    | 32    | 3        | 3        | 3        | 73    | 2    | 7     | 114   | 14       | .297  | .373     | .421     | .794  |
| 2003년     | NYY        | 119   | 542   | 482   | 87    | 156   | 25      | 3       | 10    | 217   | 52    | 11    | 5        | 3        | 1        | 43    | 2    | 13    | 88    | 10       | .324  | .393     | .450     | .844  |
| 2004년     | NYY        | 154   | 721   | 643   | 111   | 188   | 44      | 1       | 23    | 303   | 78    | 23    | 4        | 16       | 2        | 46    | 1    | 12    | 99    | 19       | .292  | .352     | .471     | .823  |
| 2005년     | NYY        | 159   | 752   | 654   | 122   | 202   | 25      | 5       | 19    | 294   | 70    | 14    | 5        | 7        | 3        | 77    | 3    | 11    | 117   | 15       | .309  | .389     | .450     | .839  |
| 2006년     | NYY        | 154   | 715   | 623   | 118   | 214   | 39      | 3       | 14    | 301   | 97    | 34    | 5        | 7        | 4        | 69    | 4    | 12    | 102   | 13       | .343  | .417     | .483     | .900  |
| 2007년     | NYY        | 156   | 714   | 639   | 102   | 206   | 39      | 4       | 21    | 289   | 73    | 15    | 8        | 3        | 2        | 56    | 3    | 14    | 100   | 21       | .322  | .388     | .452     | .840  |
| 2008년     | NYY        | 150   | 668   | 596   | 88    | 179   | 25      | 3       | 11    | 243   | 69    | 11    | 5        | 7        | 4        | 52    | 0    | 9     | 85    | 24       | .300  | .363     | .408     | .771  |
| 2009년     | NYY        | 153   | 716   | 634   | 107   | 212   | 27      | 1       | 18    | 295   | 66    | 30    | 5        | 4        | 1        | 72    | 4    | 5     | 90    | 18       | .334  | .406     | .465     | .871  |
| 2010년     | NYY        | 157   | 739   | 663   | 111   | 179   | 30      | 3       | 10    | 245   | 67    | 18    | 5        | 1        | 5        | 63    | 4    | 9     | 106   | 22       | .270  | .340     | .370     | .710  |
| 2011년     | NYY        | 131   | 607   | 546   | 84    | 162   | 24      | 4       | 6     | 212   | 61    | 16    | 6        | 4        | 3        | 46    | 0    | 6     | 81    | 10       | .297  | .355     | .388     | .743  |
| 2012년     | NYY        | 159   | 740   | 683   | 99    | 216   | 32      | 0       | 15    | 293   | 54    | 9     | 4        | 6        | 1        | 45    | 1    | 5     | 90    | 24       | .316  | .362     | .429     | .791  |
| 2013년     | NYY        | 17    | 73    | 63    | 8     | 12    | 1       | 0       | 1     | 16    | 7     | 0     | 0        | 0        | 1        | 8     | 1    | 1     | 10    | 3        | .190  | .288     | .254     | .542  |
| 2014년     | NYY        | 145   | 634   | 581   | 47    | 149   | 19      | 1       | 4     | 182   | 50    | 10    | 2        | 8        | 4        | 35    | 0    | 6     | 87    | 15       | .256  | .304     | .313     | .617  |
| 통산：20년 | 통산：20년 | 2747  | 12602 | 11195 | 1923  | 3465  | 544     | 66      | 260   | 4921  | 1311  | 358   | 97       | 97       | 58       | 1082  | 39   | 170   | 1840  | 287      | .310  | .377     | .440     | .817  |

- 굵은 글씨는 시즌 최고 성적.

## 연도별 타격 성적(포스트 시즌)
| 연 도       | 소 속       | 경 기 | 타 석 | 타 수 | 득 점 | 안 타 | 2 루 타 | 3 루 타 | 홈 런 | 루 타 | 타 점 | 도 루 | 도 루 자 | 희 생 번 | 희 생 플 | 볼 넷 | 고 4 | 사 구 | 삼 진 | 병 살 타 | 타 율 | 출 루 율 | 장 타 율 | O P S |
| ----------- | ----------- | ----- | ----- | ----- | ----- | ----- | ------- | ------- | ----- | ----- | ----- | ----- | -------- | -------- | -------- | ----- | ---- | ----- | ----- | -------- | ----- | -------- | -------- | ----- |
| 1996년      | NYY         | 15    | 67    | 61    | 12    | 22    | 3       | 0       | 1     | 28    | 3     | 3     | 0        | 1        | 0        | 4     | 0    | 1     | 13    | 1        | .361  | .409     | .459     | .868  |
| 1997년      | NYY         | 5     | 24    | 21    | 6     | 7     | 1       | 7       | 2     | 14    | 2     | 1     | 0        | 0        | 0        | 3     | 0    | 0     | 5     | 0        | .333  | .417     | .667     | 1.083 |
| 1998년      | NYY         | 13    | 61    | 51    | 7     | 12    | 1       | 1       | 0     | 15    | 3     | 3     | 0        | 3        | 0        | 7     | 0    | 0     | 10    | 2        | .235  | .328     | .294     | .622  |
| 1999년      | NYY         | 12    | 53    | 48    | 10    | 18    | 3       | 1       | 1     | 26    | 4     | 3     | 1        | 0        | 0        | 5     | 0    | 0     | 9     | 0        | .375  | .434     | .542     | .976  |
| 2000년      | NYY         | 16    | 75    | 63    | 13    | 20    | 2       | 1       | 4     | 36    | 9     | 1     | 1        | 0        | 0        | 11    | 0    | 1     | 18    | 0        | .317  | .427     | .571     | .998  |
| 2001년      | NYY         | 17    | 70    | 62    | 5     | 14    | 1       | 0       | 1     | 18    | 4     | 0     | 1        | 1        | 2        | 3     | 0    | 2     | 8     | 0        | .226  | .275     | .290     | .566  |
| 2002년      | NYY         | 4     | 19    | 16    | 6     | 8     | 0       | 0       | 2     | 14    | 3     | 0     | 0        | 0        | 1        | 2     | 2    | 0     | 3     | 0        | .500  | .526     | .875     | 1.401 |
| 2003년      | NYY         | 17    | 78    | 70    | 10    | 22    | 5       | 0       | 2     | 33    | 5     | 2     | 0        | 0        | 0        | 7     | 1    | 1     | 13    | 2        | .314  | .385     | .471     | .856  |
| 2004년      | NYY         | 11    | 59    | 49    | 8     | 12    | 2       | 0       | 1     | 17    | 9     | 2     | 0        | 3        | 0        | 7     | 0    | 0     | 6     | 1        | .245  | .339     | .347     | .686  |
| 2005년      | NYY         | 5     | 23    | 21    | 4     | 7     | 0       | 0       | 2     | 13    | 5     | 1     | 0        | 0        | 1        | 1     | 0    | 0     | 5     | 0        | .333  | .348     | .619     | .967  |
| 2006년      | NYY         | 4     | 17    | 16    | 4     | 8     | 4       | 0       | 1     | 15    | 1     | 0     | 1        | 0        | 0        | 1     | 0    | 0     | 2     | 1        | .500  | .529     | .938     | 1.467 |
| 2007년      | NYY         | 4     | 17    | 17    | 0     | 3     | 0       | 0       | 0     | 3     | 1     | 0     | 0        | 0        | 0        | 0     | 0    | 0     | 4     | 3        | .176  | .176     | .176     | .353  |
| 2009년      | NYY         | 15    | 74    | 64    | 14    | 22    | 5       | 0       | 3     | 36    | 6     | 0     | 1        | 0        | 1        | 10    | 2    | 0     | 11    | 2        | .344  | .432     | .563     | .995  |
| 2010년      | NYY         | 9     | 42    | 40    | 2     | 10    | 3       | 1       | 0     | 15    | 2     | 1     | 0        | 0        | 0        | 2     | 0    | 0     | 10    | 1        | .250  | .286     | .375     | .661  |
| 2011년      | NYY         | 5     | 25    | 24    | 6     | 6     | 1       | 0       | 0     | 7     | 2     | 1     | 0        | 0        | 0        | 1     | 0    | 0     | 8     | 1        | .250  | .280     | .292     | .572  |
| 2012년      | NYY         | 6     | 30    | 27    | 4     | 9     | 1       | 1       | 0     | 12    | 2     | 0     | 0        | 1        | 0        | 2     | 0    | 0     | 10    | 0        | .333  | .379     | .444     | .824  |
| 통산 : 16년 | 통산 : 16년 | 158   | 734   | 650   | 111   | 200   | 32      | 5       | 20    | 302   | 61    | 18    | 5        | 9        | 4        | 66    | 3    | 5     | 135   | 14       | .308  | .374     | .465     | .839  |

- 붉은색 글씨는 MLB 역대 최고 성적.